# Jonas Troest
Jonas Troest (født 4. marts 1985 i København) er en dansk forsvarsspiller, der pt. er uden kontrakt.

## Karriere
Troest har tidligere spillet i B 93, men fik først sit helt store gennembrud for SAS-ligaholdet Silkeborg IF i efteråret 2005, hvorefter han skiftede til Hannover 96. Her havde han dog ingen succes og skiftede ved nytåret 2006/2007 tilbage til dansk fodbold for at spille for OB. Han spillede i OB fra 2007 til 2010 med trøjenummer 18.
Han skiftede til den tyrkiske klub Konyaspor i 2010, men nåede kun at være tilknyttet klubben et par måneder, før han fortrød og rejste tilbage til OB.

### SønderjyskE
Troest skiftede i juli 2011 til superligaklubben SønderjyskE på en lejeaftale fra Odense Boldklub, gældende for resten af 2011. Kontrakten med OB udløb den 31. december 2011. Da lejeopholdet i klubben udløb, indgik Troest en aftale med klubben frem til sommeren 2014.
I januar 2013 blev Troest degraderet til SønderjyskEs ungdomstrup, da man fra klubbens side ikke mente, at han havde niveau til at spille med på Superligaholdet. Et halv år senere blev han igen rykket op i førsteholdstruppen. Efter en prøvetræning i den norske klub Kongsvinger IL, hvor det ikke blev til et skifte, blev Troest i september 2013 igen rykket ned i ungdomstruppen. Ifølge Troest selv er konflikten med SønderjyskE en form for chikane, og Spillerforeningen er derfor gået ind i sagen.

### AB
Den 31. januar 2014 blev Troest udlejet til AB indtil slutningen af sæsonen. I sommerpausen 2014 købte de permanent Troest, men den 16. juni 2016 blev det offentliggjort, at de to parter afbrød samarbejdet.

## International karriere
Troest har spillet adskillige ungdomslandskampe og står noteret for 25 kampe på U21-landsholdet. 

## Privat
Begge Jonas Troests forældre har været danske mestre på 400 meter hæk. Moren Anita Sølyst er stadig indehaver af den danske juniorrekord i syvkamp, ligesom hun vandt 400 meter hæk 1977, den første gang disciplinen var på DM-programmet. Faren Jørgen Troest vandt 400 meter hæk i 1984 og 1985 og sikrede sig desuden sølv på 800 meter i 1977, to hundrededele af et sekund efter Tom B. Hansen. Hans lillesøstre, Stina og Ditte, er to af Danmarks mest lovende atletikudøvere ,og hans lillebror Magnus er også professionel fodboldspiller og var i sæsonen 2010/2011 udlejet fra Serie A-klubben Genoa til Serie B-klubben AS Varese 1910. Begge brødre har også vist stort talent for atletik i Amager Atletik Club.[kilde mangler]